# Maasland (Hollande-Méridionale)
Maasland est un village situé dans la commune néerlandaise de Midden-Delfland, dans la province de la Hollande-Méridionale. Le 1er janvier 2009, le village comptait 6 419 habitants.

## Galerie

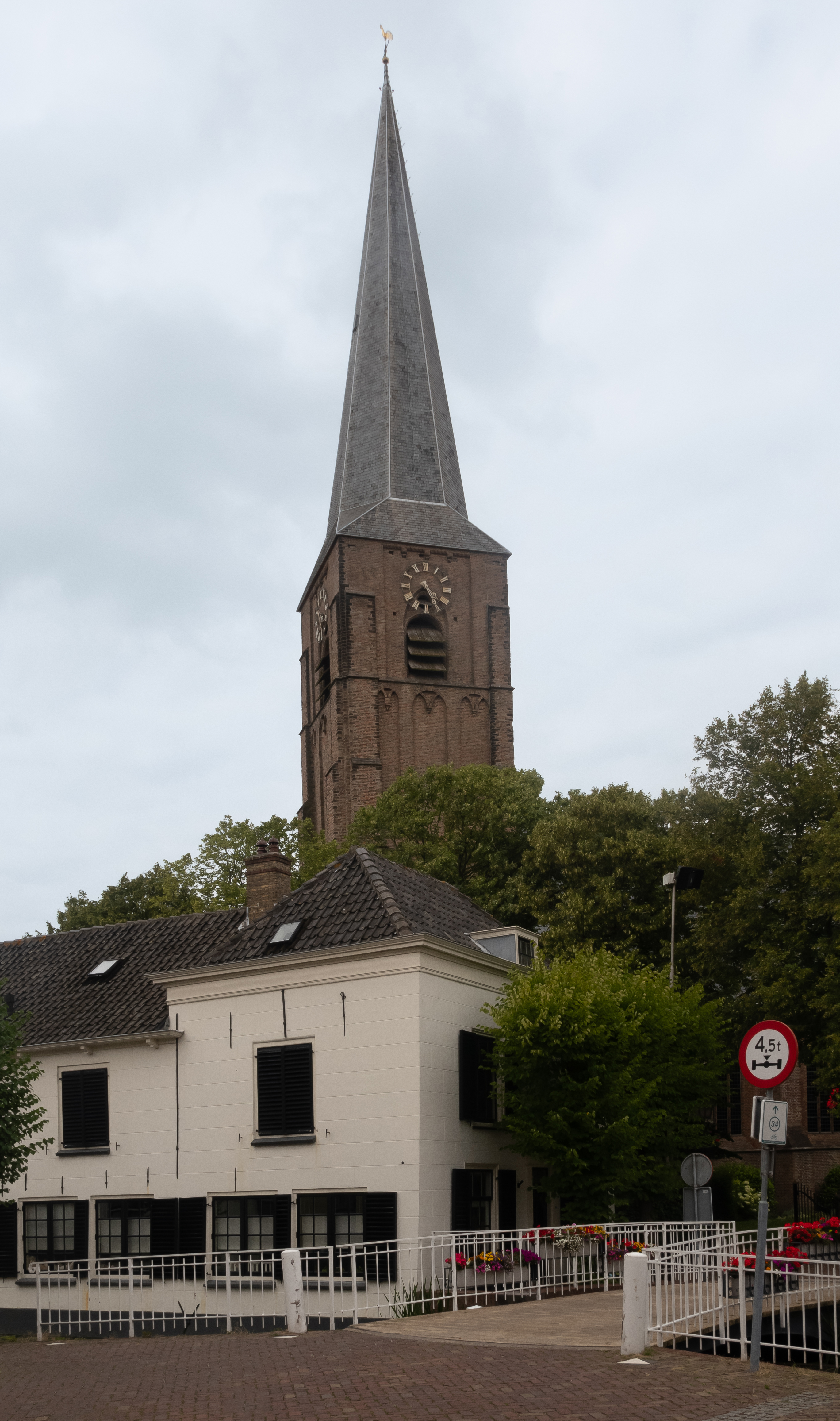
Maasland, tour de l'église (de Oude Kerk)
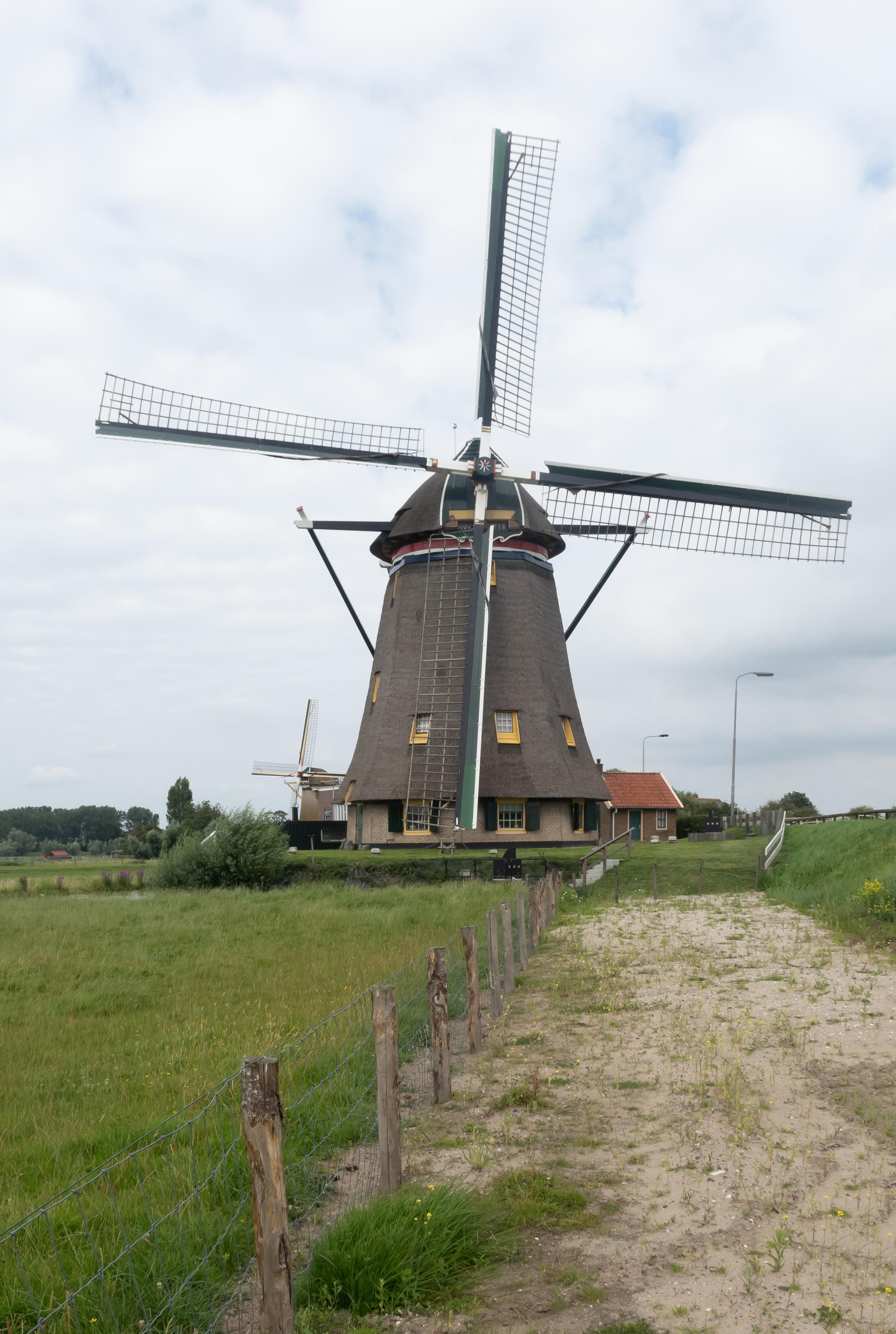
Maasland, moulin: de Dijkmolen
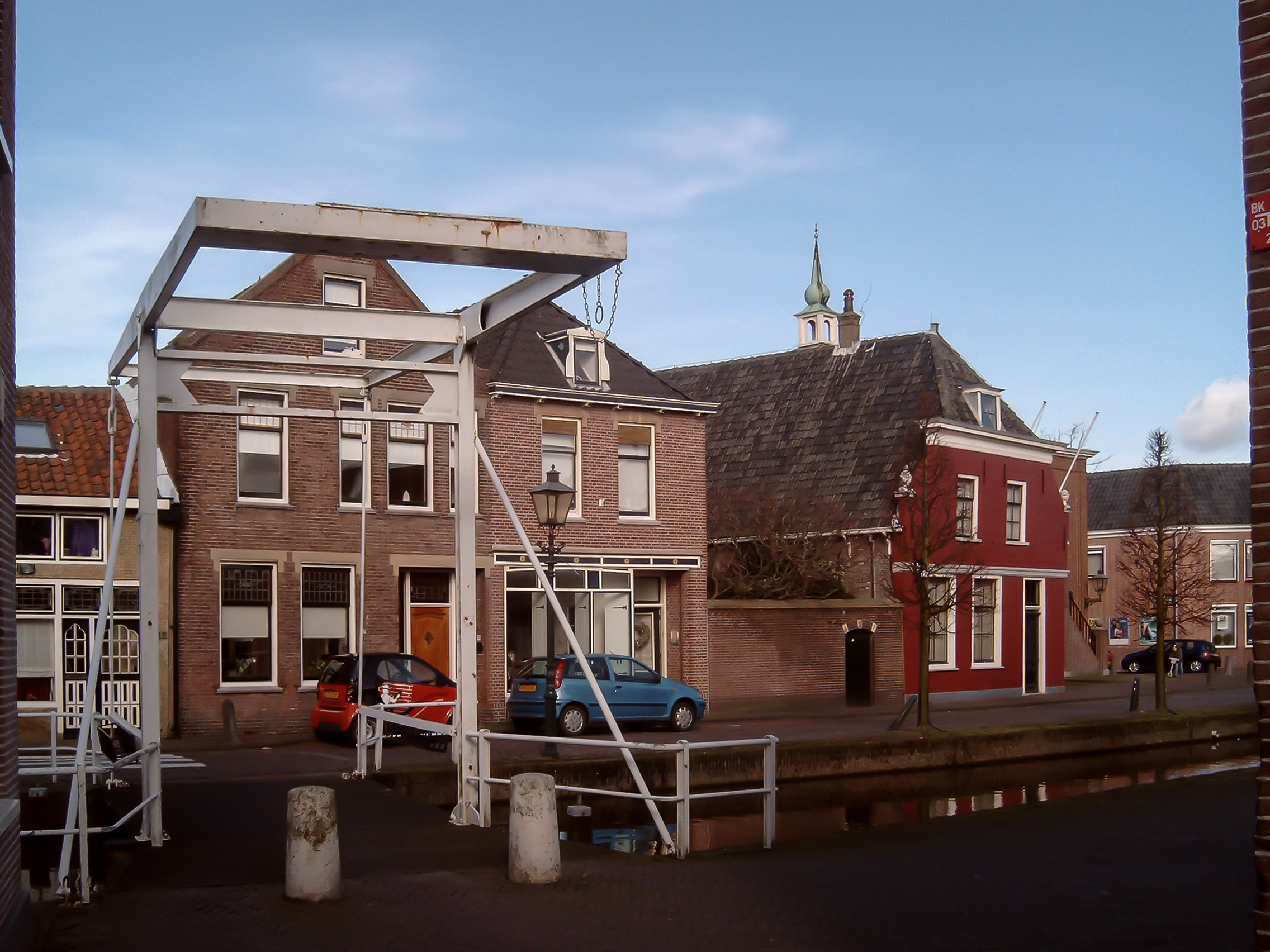
Maasland, pont basculant dans le centre
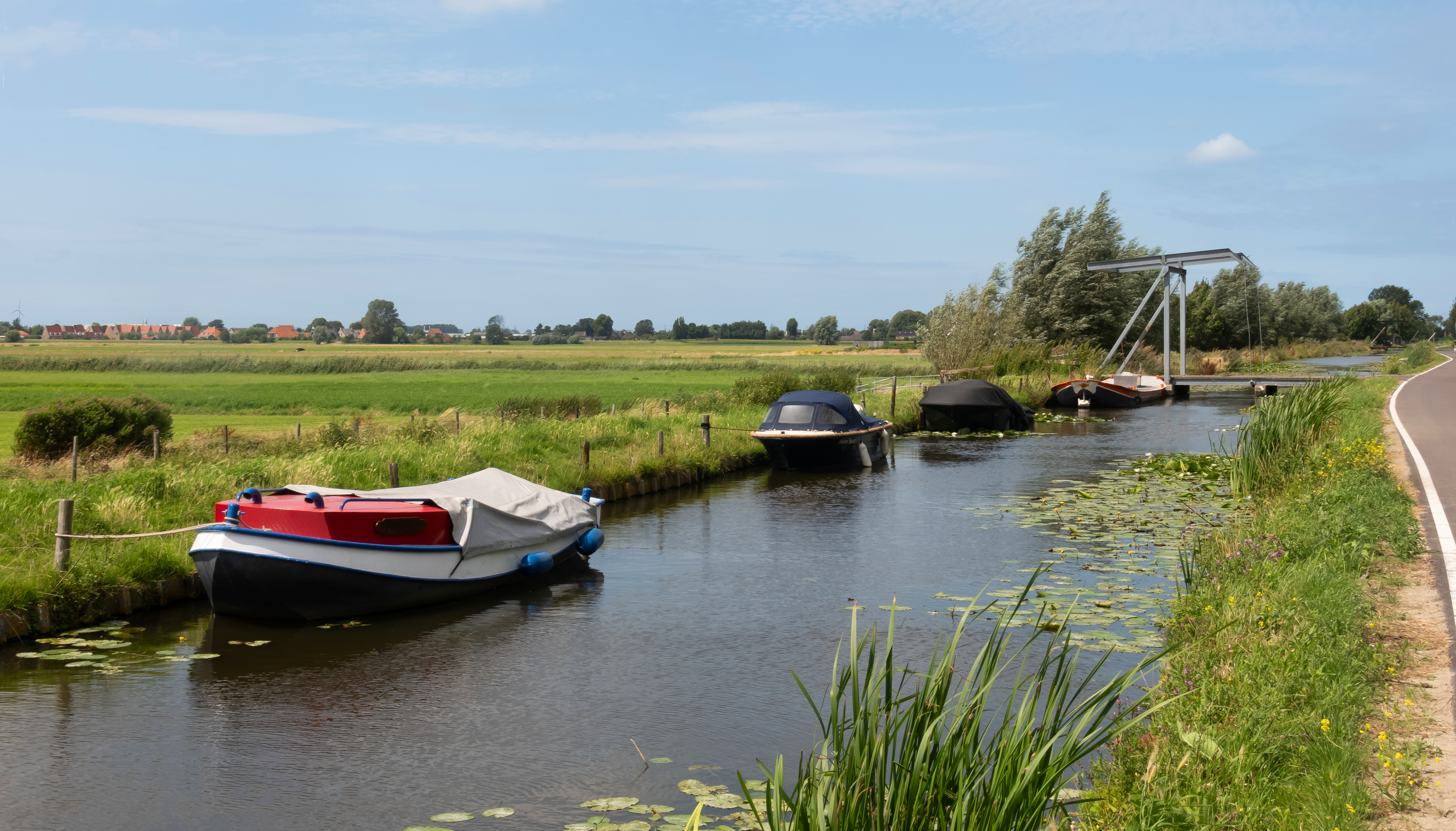
Maasland, le premier pont-levis sur le canal le long du Kwakelweg

## Histoire
Maasland a été une commune indépendante jusqu'au 1er janvier 2004. À cette date, Maasland fusionne avec Schipluiden pour former la nouvelle commune de Midden-Delfland.